# Ernest Legouvé
Gabriel Jean Baptiste Ernest Wilfrid Legouvé (ur. 14 lutego 1807 w Paryżu, zm. 14 marca 1903 w Paryżu) – francuski dramaturg, poeta, prozaik, publicysta i pedagog, członek Akademii Francuskiej

## Życiorys
Dzięki spadkowi po zmarłym wskutek choroby psychicznej ojcu odebrał wykształcenie domowe pod okiem Jeana-Nicolasa Bouilly'ego. W 1829 otrzymał nagrodę Akademii Francuskiej za wiersz La Découverte de l'imprimerie (Wynalazienie druku). W 1832 wydał tom wierszy Les Morts bizarres, po czym poświęcił się pisaniu powieści. Odnosił sukcesy jako dramaturg, największe z utrzymanymi w stylu neoklasyzcyzmu sztukami Adrienne Lecouvreur (1849, współautorem był Eugène Scribe), Bataille de dames (1851) i Médée (1855). Pisał także libretta operowe, np. do L'Amour africain Émile'a Paladilhe'a. W 1855 został członkiem Akademii Francuskiej. Od 1888 był jej dziekanem (najstarszym żyjącym członkiem). W tym charakterze wygłosił w 1896 przemówienie ku czci gości Akademii cara Mikołaja II.
Był orędownikiem praw kobiet i postępowego wychowania dzieci, m.in. kultury fizycznej. W 1848 zdobył rozgłos wykładami z "historii moralnej kobiet" na Collège de France, które zostały też opublikowane w formie książkowej. Tematyce edukacyjnej były poświęcone również jego książki: La Femme en France au xixe siècle (1864, drugie wydanie rozszerzone 1878), Messieurs les enfants (1868), Conférences parisiennes (1872) i Une éducation de jeune fille (1884). W 1881 został dyrektorem naukowym szkoły dla nauczycielek École normale supérieure de jeunes filles w Sèvres oraz inspektorem generalnym edukacji dziewcząt. W latach 1886–1887 opublikował dwutomową autobiografię Soixante ans de souvenirs (60 lat wspomnień), w której opisał m.in. swoją przyjaźń z Hectorem Berliozem, którego wspomagał finansowo. 
W 1897 otrzymał Wielki Krzyż Oficerski Orderu Legii Honorowej, zaś w 1899 nagrodę prix Jean-Reynaud od Akademii Francuskiej.
Był wykonawcą testamentu czołowego francuskiego abolicjonisty Victora Schœlchera. W 1876 odmówił kandydowania do Senatu z departamentu Mozy. W 1899 dołączył do zrzeszającej obrońców Alfreda Dreyfusa organizacji Ligue de la patrie française, w której reprezentował stanowisko umiarkowane.
Pasjonował się szermierką, był też uważany za jednego z najlepszych francuskich strzelców swoich czasów. Został pochowany w Seine-Port, gdzie przez wiele lat spędzał letnie miesiące i gościł przyjaciół, m.in. Scribe'a i Charles’a Gounoda.
Imię Legouve'a nosił statek, który w 1902 odkrył rafę na południowym Pacyfiku między Nową Zelandią a wyspami Tuamotu. Otrzymała ona nazwę Rafy Ernesta Legouve'a, lecz jej istnienie podawane jest w wątpliwość.